# Harry John
Harry John (* 23. September 1928 in Rostock; † 7. April 1977 in Bremen) war ein deutscher Politiker (FDP).

## Biografie
Der Sohn eines Bäckers und Konditors besuchte die Oberrealschule in Rostock und legte die Mittlere Reife ab. 1945 wurde er zum Reichsarbeitsdienst (RAD) eingezogen und kam bis 1946 in Kriegsgefangenschaft. 
Nach seiner Entlassung besuchte er von 1946 bis 1948 das Pädagogische Institut Rostock. Er arbeitete anschließend als Lehrer. John wurde 1946 Mitglied der LDPD. Nach der Verwaltungsreform von 1952 in der DDR war er von 1952 bis 1953 Vorsitzender des Bezirksvorstandes Rostock der LDPD. Er wurde 1953 aus politischen Gründen inhaftiert, zu sechs Jahren Zuchthaus verurteilt und in das Zuchthaus Bautzen eingeliefert.
Nach seiner vorzeitigen Haftentlassung 1956 siedelte er in die Bundesrepublik über und ließ sich in Bremen-Huchting nieder. Nach einem Ergänzungsstudium an der Pädagogischen Hochschule Bremen von 1959 bis 1961 nahm er auch seinen Beruf als Lehrer wieder auf. Er trat 1957 in die FDP ein und war Mitglied und zeitweise Vorsitzender im FDP-Ortsverein Huchting (Bremen). 1963 wurde er Mitglied des FDP-Landesvorstandes Bremen und gehörte von 1963 bis zu seinem Tode der Bremischen Bürgerschaft an, war dort als Nachfolger von Paul-Heinz Schubert von 1969 bis 1975 Vorsitzender und von 1975 bis 1977 dann stellvertretender Vorsitzender der FDP-Fraktion.